# Sacrifice (2014)
Sacrifice (2014) foi um evento em formato pay-per-view produzido pela Total Nonstop Action Wrestling (TNA), que ocorreu no dia 27 de abril de 2014 no Impact Wrestling Zone na cidade de Orlando, Flórida. Este foi a nona edição na cronologia do Sacrifice e o segundo pay-per-view no calendário de 2014 da TNA a ser transmitido ao vivo.

## Antes do evento
Sacrifice teve combates de luta profissional de diferentes lutadores com rivalidades e histórias pré-determinadas que se desenvolveram no Impact Wrestling — programa de televisão da Total Nonstop Action Wrestling (TNA). Os lutadores interpretarão um vilão ou um mocinho seguindo uma série de eventos para gerar tensão, culminando em várias lutas.

## Resultados
| No.                         | Lutas | Estipulações                                                                  | Duração |
| --------------------------- | --- | ----------------------------------------------------------------------------- | ------- |
| 1                           | The Wolves (Eddie Edwards e Davey Richards) derrotaram The BroMans (Robbie E, Jessie Godderz e DJ Z) (c) | Luta 3 contra 2 sem desqualificações pelo Campeonato Mundial de Duplas da TNA | 10:14   |
| 2                           | Mr. Anderson derrotou Samuel Shaw                                                                        | Luta "Committed" O perdedor foi enviado para uma instituição mental.          | 10:30   |
| 3                           | Kurt Angle e Willow derrotaram Ethan Carter III e Rockstar Spud                                          | Luta de duplas                                                                | 09:04   |
| 4                           | Sanada (c) derrotou Tigre Uno                                                                            | Luta individual 3 na série melhor de 3 pelo Campeonato da X Division          | 09:29   |
| 5                           | Gunner derrotou James Storm                                                                              | Luta "I Quit"                                                                 | 18:50   |
| 6                           | Angelina Love (com Velvet Sky) derrotou Madison Rayne (c)                                                | Luta individual pelo Campeonato das Knockouts                                 | 08:08   |
| 7                           | Bobby Roode derrotou Bully Ray                                                                           | Luta de mesas                                                                 | 13:42   |
| 8                           | Eric Young (c) derrotou Magnus                                                                           | Luta individual pelo Campeonato Mundial dos Pesos-Pesados da TNA              | 15:50   |
| (c) – Campeão antes da luta | |                                                                               |         |